# Túnel de la Calle 53
El túnel de la Calle 53 transporta a los trenes de la línea Queens Boulevard (actualmente los trenes del servicio E y V) del metro de la ciudad de Nueva York bajo el East River y Roosevelt Island entre Manhattan y Queens, ciudad de Nueva York.
El túnel empieza bajo la Calle 53 en Manhattan y opera bajo el East River hasta la Avenida 50 en Queens.  Aunque pasa por la isla Roosevelt, no hay ninguna estación que se para en este túnel.  Transporta la línea Queens Boulevard, junto con las líneas de la Octava Avenida y Sexta Avenida hacia Long Island City, donde se interseca con los trenes del túnel de la Calle 60 y la línea Crosstown al oeste de la estación Queens Plaza .
- Datos: Q12221103
- Multimedia: 53rd Street Tunnel / Q12221103